# Lăng mộ Khoja Ahmed Yasavi
Lăng mộ Khoja Ahmed Yasavi (tiếng Kazakh: Қожа Ахмет Яссауи кесенесі (Qoja Axmet Yassawï kesenesi)) là một lăng mộ nằm tại thành phố Turkistan, miền Nam Kazakhstan. Cấu trúc xây dựng của nó bắt đầu hình thành từ năm 1389 bởi Timur, người cai trị Đế quốc Timur. Nó được xây dựng để thay thế cho một lăng mộ nhỏ hơn thế kỷ 12 của nhà thơ Sufi giáo nổi tiếng người Turk là Ahmad Yasawi. Tuy nhiên, việc xây dựng đã ngưng trệ khi Timur băng hà vào năm 1405.
Mặc dù công trình chưa được hoàn thiện nhưng nó vẫn tồn tại như là một trong những công trình kiến trúc thời kỳ Timur được bảo tồn nguyên vẹn nhất. Sự sáng tạo của nó đánh dấu khởi đầu của kiến trúc Timur. Với các thử nghiệm về trục đối xứng, giải pháp kiến trúc sáng tạo cho mái vòm và hầm

## Lịch sử
Lăng mộ được xây dựng vào giữa năm 1389 đến năm 1405 theo lệnh của Timur, người cai trị toàn bộ Trung Á bấy giờ nhằm thay thế một lặng mộ nhỏ hơn được xây dựng từ thế kỷ 12. Nhưng sau đó, đến năm 1405, Timur chết và lăng mộ mãi mãi không được hoàn thành.
Khu di sản lăng mộ Khoja Ahmed Yasav nằm trong một tòa thành cũ với những bức tường. Xung quanh là khu khảo cổ học của thị trấn thời trung cổ Yasi

## Kiến trúc
Lăng mộ là công trình kiến trúc còn được bảo tồn nguyên vẹn nhất dưới thời đế quốc Timurid. Nó cao 38,7 m với 35 phòng được xây dựng bằng gạch nung. Những người thợ thủ công Ba Tư đã xây dựng lên công trình này với những không gian trong lăng mộ được sáng tạo, những họa tiết trang trí và những mái vòm lớn được sử dụng trong các công trình lớn dưới thời Timurid, đặc biệt là ở Samarkand. Đây được coi là tài liệu quan trọng còn xót lại về kiến trúc độc đáo và phương pháp xây dựng.
Tòa nhà được sử dụng như một lăng mộ, một nhà thờ Hồi giáo với mái vòm hình cầu lớn nhất ở Trung Á được trang trí bằng gạch men được trang trí họa tiết và khắc chữ. Tường của lăng mộ được trang trí bằng các bức tranh, nhũ đá, thạch cao. Lối vào của lăng mộ và mái vòm cửa chính chưa được hoàn thành.

## Hiện trạng
Một phần của công trình này chưa được hoàn thành bao gồm nội thất trang trí bên trong, mái vòm cửa chính. Ngoài ra, dưới tác động của gió cát, hơi nước muối từ các mỏ muối gần đó, nước ngầm đang dâng lên làm cho công trình này đang bị đe dọa.
Xung quanh lăng mộ là một khu vực khảo cổ của thị trấn Yasi với những ngôi nhà đã bị phá hủy vào thế kỷ 19. Hiện nay, người ta đang trùng tu, xây dựng lại một trung tâm văn hóa, chính trị, tôn giáo.. đã từng tồn tại và phát triển. Phần tường thành phía Bắc của lăng mộ đang được xây dựng lại nhằm bảo vệ cho lăng mộ và các tòa nhà xung quanh.
Lăng mộ Khoja Ahmed Yasavi là di tích quốc gia của Kazakhstan, được quản lý và bảo vệ nghiêm ngặt nhất nhằm phát triển giá trị văn hóa của nó (thuộc khu bảo vệ di tích lịch sử và văn hóa của thành phố Turkestan). Dưới thời liên bang Xô Viết, đây được coi như là một tượng đài lịch sử, một bảo tàng quốc gia.

## Giá trị
Lăng Khoja Ahmed Yasawi và khu vực khảo cổ xung quanh đại diện cho một bằng chứng đặc biệt về văn hóa của khu vực Trung Á, và sự phát triển của công nghệ xây dựng. Đây là một nguyên mẫu cho sự phát triển kiến trúc của các tòa nhà lớn trong giai đoạn đế quốc Timurid tồn tài, trở thành một tài liệu tham khảo quan trọng trong lịch sử kiến trúc Timurid và đóng góp đáng kể vào sự phát triển của kiến trúc Hồi giáo.
Với những giá trị đặc biệt, Lăng mộ Khoja Ahmed Yasavi đã được UNESCO đưa vào danh sách di sản thế giới vào năm 2003.

## Hình ảnh

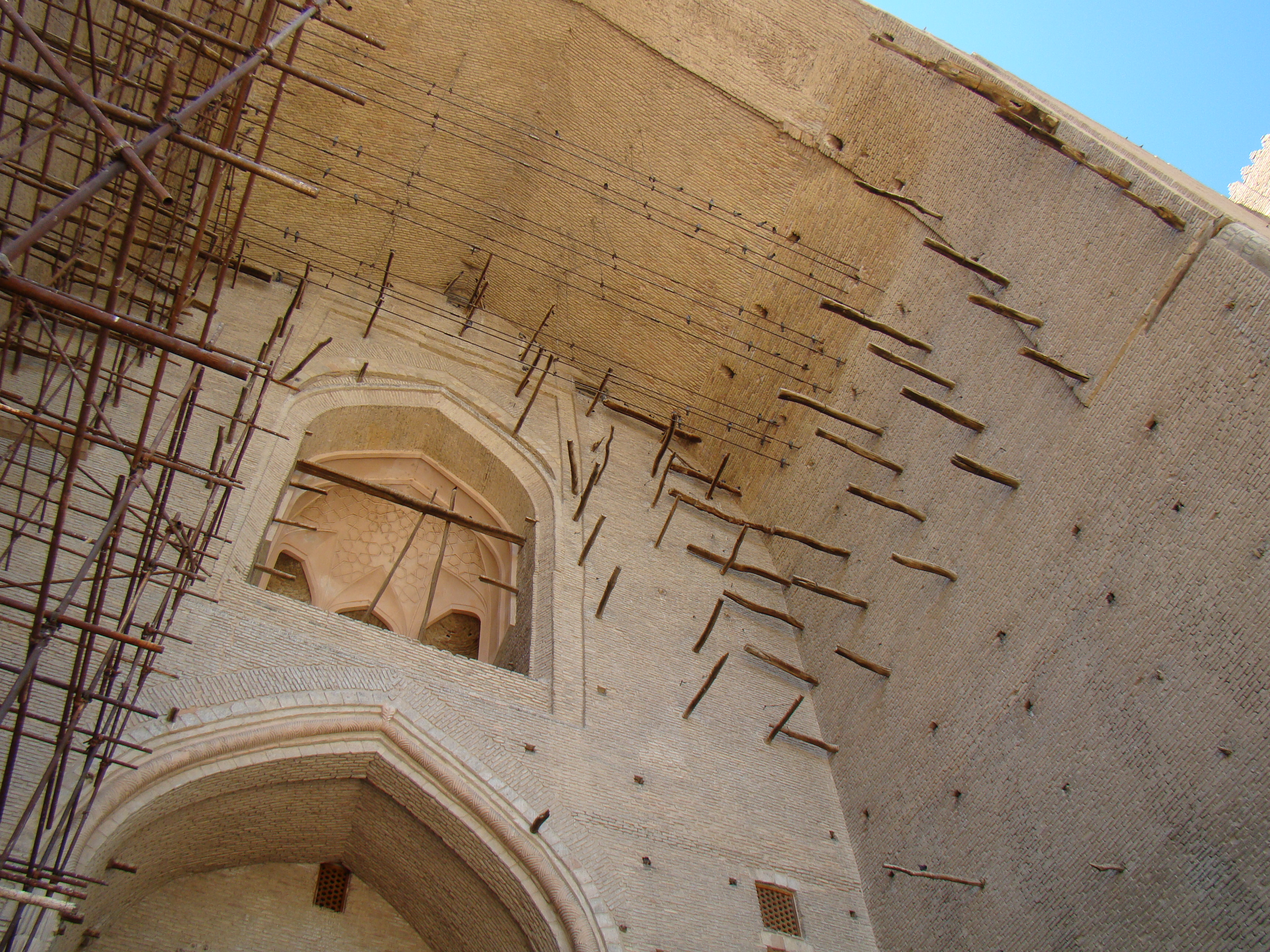
Phần mái vòm chưa được hoàn thành
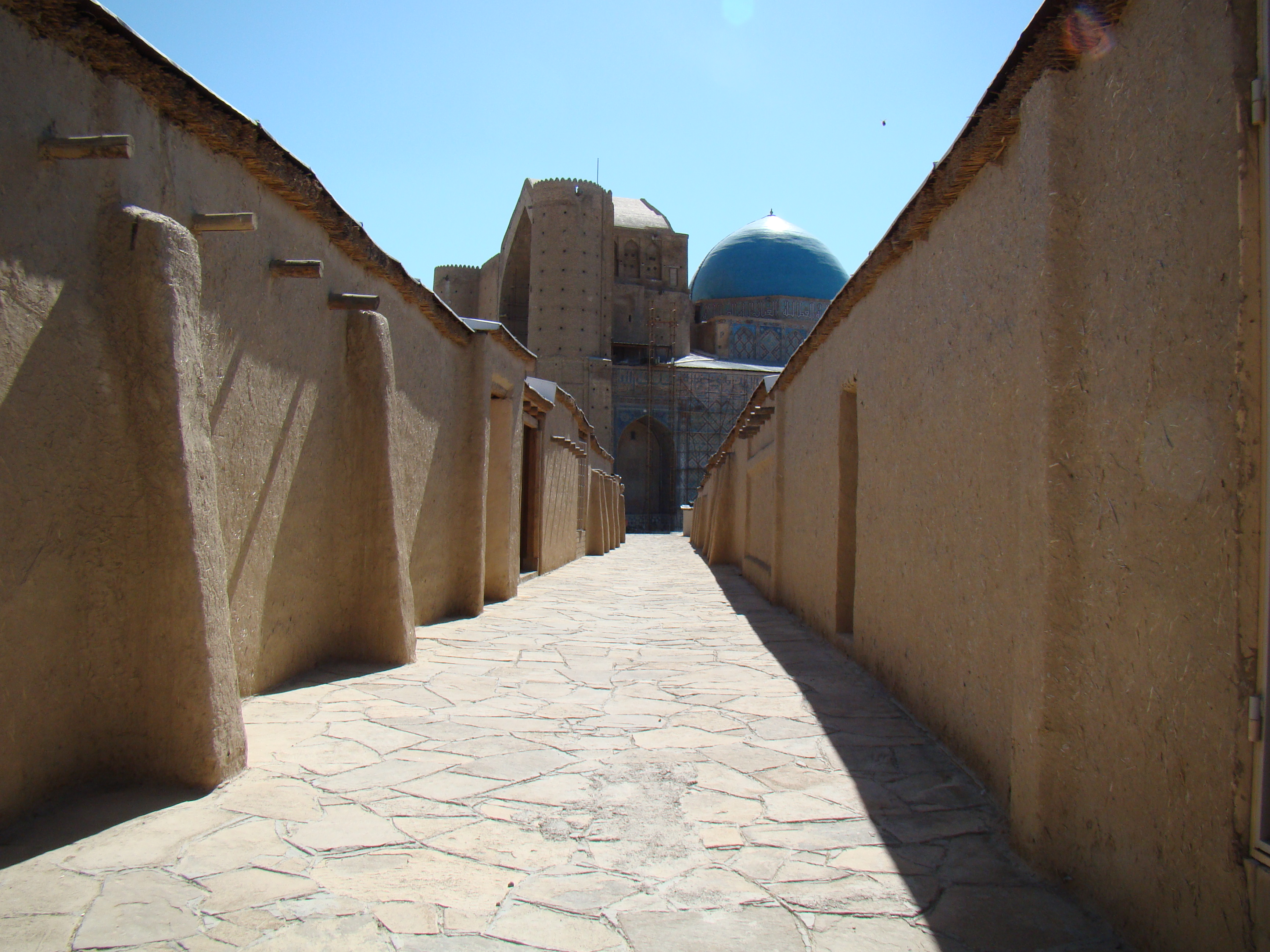
Các bức tường bảo vệ của thị trấn trung cổ Yasi
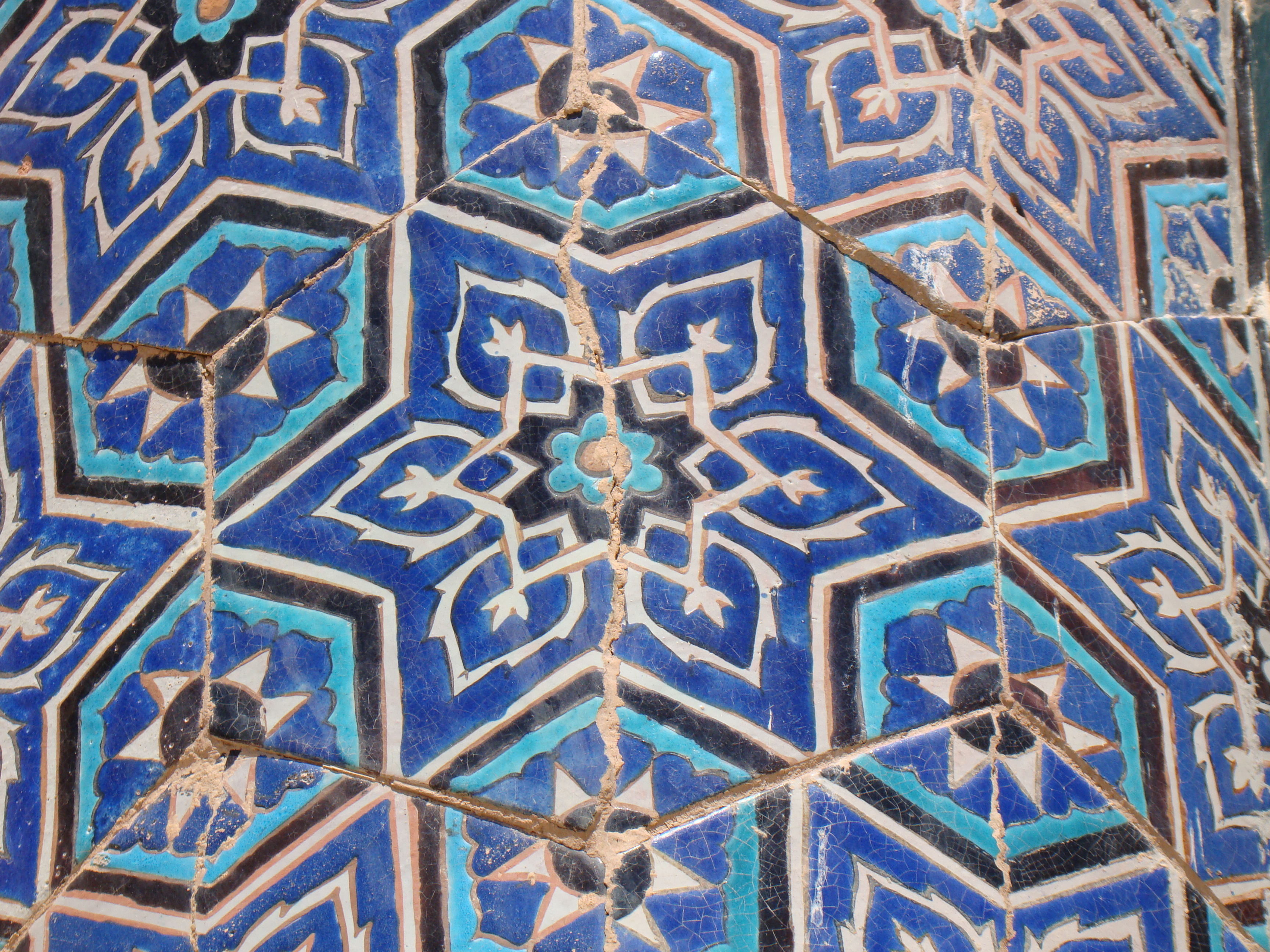
Gạch men trang trí ở các mái vòm đang bị hư hại
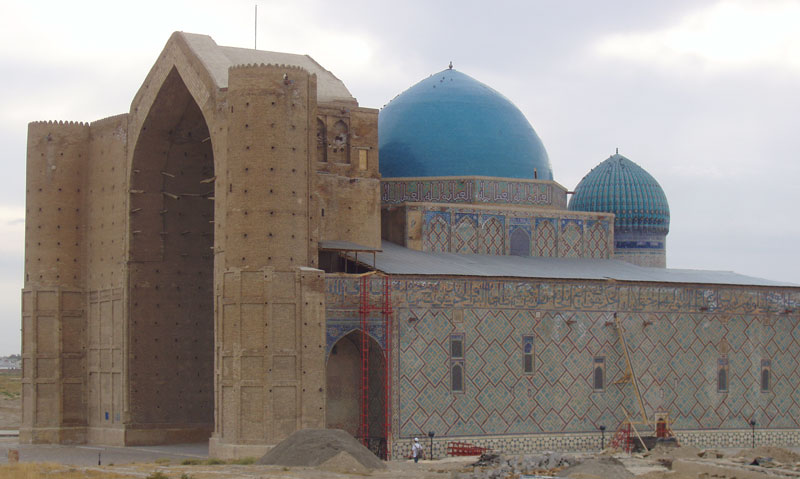
Cửa chính và mái vòm lớn của lăng mộ